# 54 Piscium
Désignations
54 Piscium, également connue comme HD 3651, est une étoile de la constellation zodiacale des Poissons, d'une magnitude apparente de 5,86, et donc visible à l'œil nu dans un ciel préservé de la pollution lumineuse. Elle est localisée à ∼ 36,3 a.l. (∼ 11,1 pc) de la Terre. Il s'agit d'une naine orange, une étoile un peu moins massive et moins lumineuse que le Soleil. En 2002, une exoplanète a été découverte orbitant l'étoile, puis en 2006, une naine brune a également été découverte.

## Composantes stellaires

### 54 Piscium A
L'étoile primaire du système, désignée 54 Piscium A, est une naine orange de type spectral K0V, avec la classe de luminosité « V » (lire « cinq ») qui indique qu'elle est sur la séquence principale, donc qu'elle génère de l'énergie par la fusion de l'hydrogène en hélium dans son cœur. Sa température de surface est de 5 062 K, ce qui donne sa couleur orangée caractéristique des étoiles de type K.
Il s'agit d'une étoile plus petite et moins lumineuse que le Soleil. Il a été calculé que l'étoile pourrait avoir une masse qui est de 76% celle du Soleil et qu'elle émet 46% de sa luminosité. Les observations interférométriques effectuées avec CHARA lui donnent un rayon qui vaut 94% celui du Soleil. La période de rotation de 54 Piscium est d'environ 40,2 jours et elle tourne sur elle-même selon une inclinaison de 56 ± 7 degrés par rapport à la Terre. L'étoile est âgée d'environ 6,4 milliards d'années, en se basant sur son activité chromosphérique et sur des analyses isochrones. Il est bien établi que sa métallicité, autrement dit le ratio des éléments plus lourds que l'hydrogène et l'hélium comparé à celui du Soleil, est supérieure à celle du Soleil, avec une valeur de l'indice [Fe/H] comprise entre 0,12 et 0,18 dex, même si certains auteurs ont obtenu une métallicité inférieure à celle du Soleil, comme Santos et al. en 2004 qui donnent [Fe/H] = -0,12 dex.
L'observation du niveau de l'activité magnétique de l'étoile sur une longue période suggère qu'elle entre actuellement dans une période de minimum de Maunder, ce qui signifie qu'elle pourrait connaître une période prolongée de faible activité de surface et de faible nombre de taches stellaires. Elle possède un cycle similaire à celui du Soleil, qui a décru en magnitude. En date de 2010, la dernière période de maximum d'activité stellaire, qui a eu lieu de 1992 à 1996, montrait un niveau d'activité moindre que durant la période de maximum précédente, en 1976–1980.

### 54 Piscium B

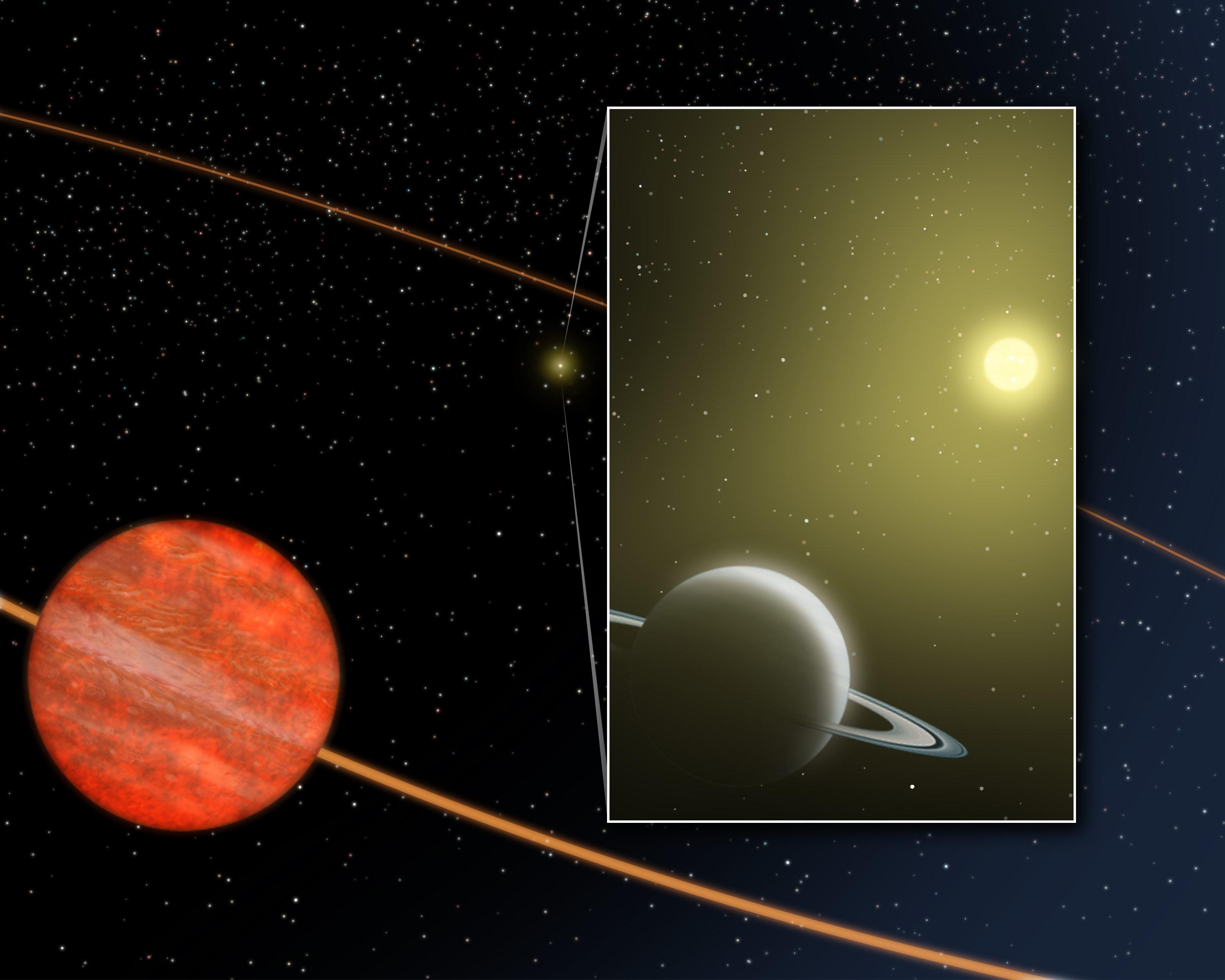
Vue d'artiste montrant la naine brune 54 Piscium B et la planète 54 Piscium b.

En 2006, une image directe de 54 Piscium a montré l'existence d'un compagnon de type naine brune accompagnant 54 Piscium A. On pense que 54 Piscium B est une « naine brune à méthane » (methane brown dwarf) de type spectral T7.5V. La luminosité de cet objet substellaire suggère qu'elle possède une masse de 0,051 M☉ (soit 50 fois la masse de Jupiter) et un rayon de 0,082 R☉ (soit 1,10 fois le rayon de Jupiter). Similaire à Gliese 570 D, cette naine brune semble avoir une température de surface d'environ 810 K (537 °C) ; Line et al. (2017) donnent une température de surface plus basse d'environ 720 K (447 °C).
Quand 54 Piscium B a été directement imagée par le télescope spatial Spitzer de la NASA, la naine brune était distante dans le ciel de 42,6″ de l'étoile primaire, ce qui correspond à une séparation projetée d'environ 476 UA. 54 Piscium B fut la première naine brune détectée autour d'une étoile qui possédait une exoplanète déjà connue.

## Système planétaire
Le 16 janvier 2002, une équipe d'astronomes annonce la découverte d'une exoplanète, nommée 54 Piscium b, en orbite autour de 54 Piscium, grâce à la méthode des vitesses radiales,. On estime que la planète aurait une masse qui est de 20% celle de Jupiter, ce qui est comparable à la masse de Saturne dans notre système solaire.
La planète effectue une orbite autour de son étoile à une distance moyenne de 0,295 UA (ce qui serait à l'intérieur de l'orbite de Mercure), et il lui faut environ 62 jours pour l'accomplir. Il est supposé que la planète partage l'inclinaison de son étoile et que sa masse réelle est donc proche de sa masse minimale ; cependant, plusieurs Jupiters chauds sont connus pour posséder une forte obliquité par rapport à l'axe de rotation de leur étoile.
La planète orbite selon une excentricité d'environ 0,645. Cette orbite hautement elliptique suggère que la gravité d'un objet invisible, situé plus loin de l'étoile, a attiré la planète en direction de l'extérieur. La découverte, ultérieure, de la naine brune 54 Piscium B dans le système semble confirmer cette hypothèse.
| Planète | Masse              | Demi-grand axe (ua) | Période orbitale (jours) | Excentricité  | Inclinaison | Rayon |
| ------- | ------------------ | ------------------- | ------------------------ | ------------- | ----------- | ----- |
| b       | ≥ 0,228 ± 0,011 MJ | 0,295 ± 0,029       | 62,25 ± 0,004            | 0,645 ± 0,002 | 83,0 ± 56°  |       |

Une planète similaire à la Terre devrait avoir une orbite centrée autour de 0,68 UA, ce qui correspond à peu près à la distance de Vénus par rapport au Soleil dans notre système solaire. Cela correspond, dans un système képlérien, à une période orbitale de 240 jours. Dans des simulations ultérieures prenant en compte la naine brune, l'orbite de 54 Piscium b  « balaie » la plupart des particules de test plus près que 0,5 UA, laissant seulement des astéroïdes « dans des orbites faiblement excentriques à une distance autour de l'apoastre de la planète connue, près de la résonance orbitale 1:2 ». Les observations permettent également d'exclure l'existence d'une planète de type Neptune ou plus massive qui aurait une période orbitale de un an ou inférieure, ce qui permet toujours la présence d'une planète de taille terrestre à 0,6 UA ou plus.

### 54 Piscium c?
En 2013, Wittenmeyer et al. proposent l'existence d'une seconde planète en orbite autour de 54 Piscium. La planète candidate, 54 Piscium c (HD 3651c) aurait eu une masse de 0,09 MJ et aurait orbité autour de son étoile à une distance de 0,186 UA, ce qui lui aurait pris 31 jours pour accomplir son orbite. Mais l'existence de la planète est réfutée en 2018 par Wittenmeyer et al., les données observées ne s'expliquant pas mieux par la présence d'une seconde planète ; de plus, même en enlevant l'effet causé par la planète 54 Piscium b sur la vitesse radiale de son étoile, il n'existe aucun signal résiduel qui indiquerait la présence d'un autre corps en orbite autour de 54 Piscium.